# Іван Друкаревич
Іван Друкаревич (Іван, син Друкаря) (1561, Москва — 1586, Львів) — острозький та львівський інтролігатор (палітурник), син і спадкоємець Івана Федоровича.

## Факти із життя
Біографічні відомості про Івана Друкаревича надзвичайно скупі. Відомо, що помер він у 25-річному віці, а отже, народився, імовірно, 1561 року у Москві. Відомо, що був «старшим сином» (а отже, не єдиним) книгодрукаря Івана Федоровича. Відомостей про матір Івана Друкаревича не збереглося, можливо, через ранню її смерть.
Вперше ім'я І. Друкаревича згадано у архівних документах від 2 березня 1579 року: батько видає йому доручення на одержання боргу від Пилипа Остапковича.
У 1579–1580 році одружується з русинкою з Краківського передмістя Львова Тетяною з Анципорковичів. У 1580 переїздить в Острог, де допомагає батькові у типографії друкувати Острозьку Біблію. В документі від 5 вересня 1582 року він названий «Іваном Друкаревичем із Острога».
У 1583 році, після смерті Івана Федоровича, стає правонаступником у майнових та фінансових справах батька: 4 лютого 1584 року Іван Друкаревич видав Ганушу з Острога доручення «одержати борг в сумі 15 литовських кіп, позичених його покійним батьком, друкарем Іваном з львівського Підзамча, Нестору, протопопу із Заблудова», а 27 березня уповноважив Мартина Голубникевича одержати борг у сумі 100 злотих з власника паперової фабрики в місті Буську, Варфоломея".
У 1586 році, не отримавши боргів батька, кредитори засудили І. Друкаревича до покарання борговою ямою — поширеного різновиду екзекуцій, коли боржника кидали до сирого льоху, аж поки хтось інший не оплачував його боргів або у гіршому разі — до його смерті. Львівське братство у скарзі константинопольському патриарху звинувачувало у його загибелі єпископа Гедеона (Балабана), який перебрав його друкарню і використовував її у боротьбі проти уніатів.
Похований, імовірно, у могилі поруч з батьком на цвинтарі Святоонуфріївського монастиря у Львові.
Спадкоємницею І. Друкаревича стала дружина Тетяна, яка у березні 1588 продала обладнання палітурної майстерні, що належала її чоловікові. Доля братів та/або сестер Друкаревича невідома.